# Dorfkirche Altdörnfeld

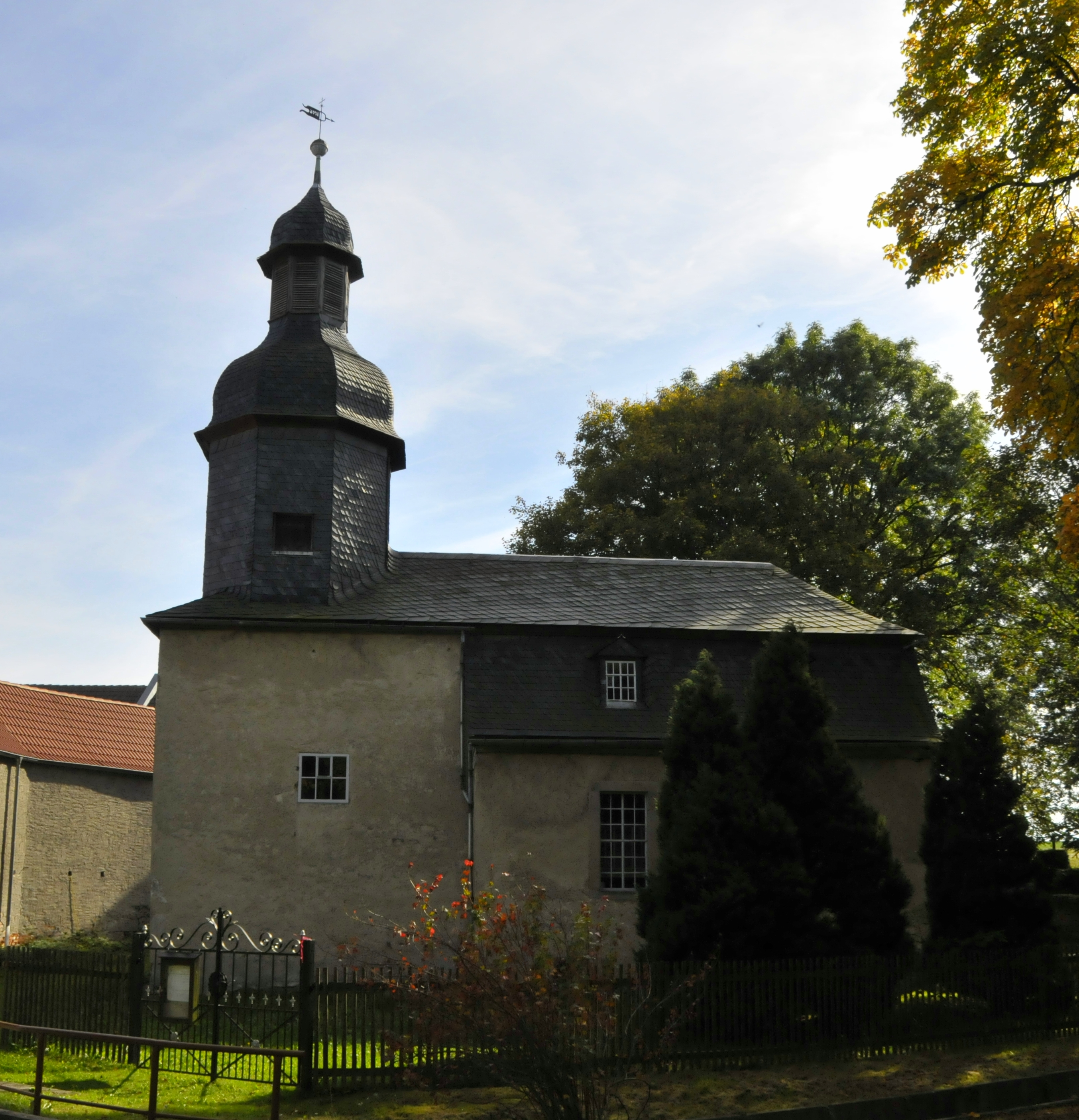
Die Kirche

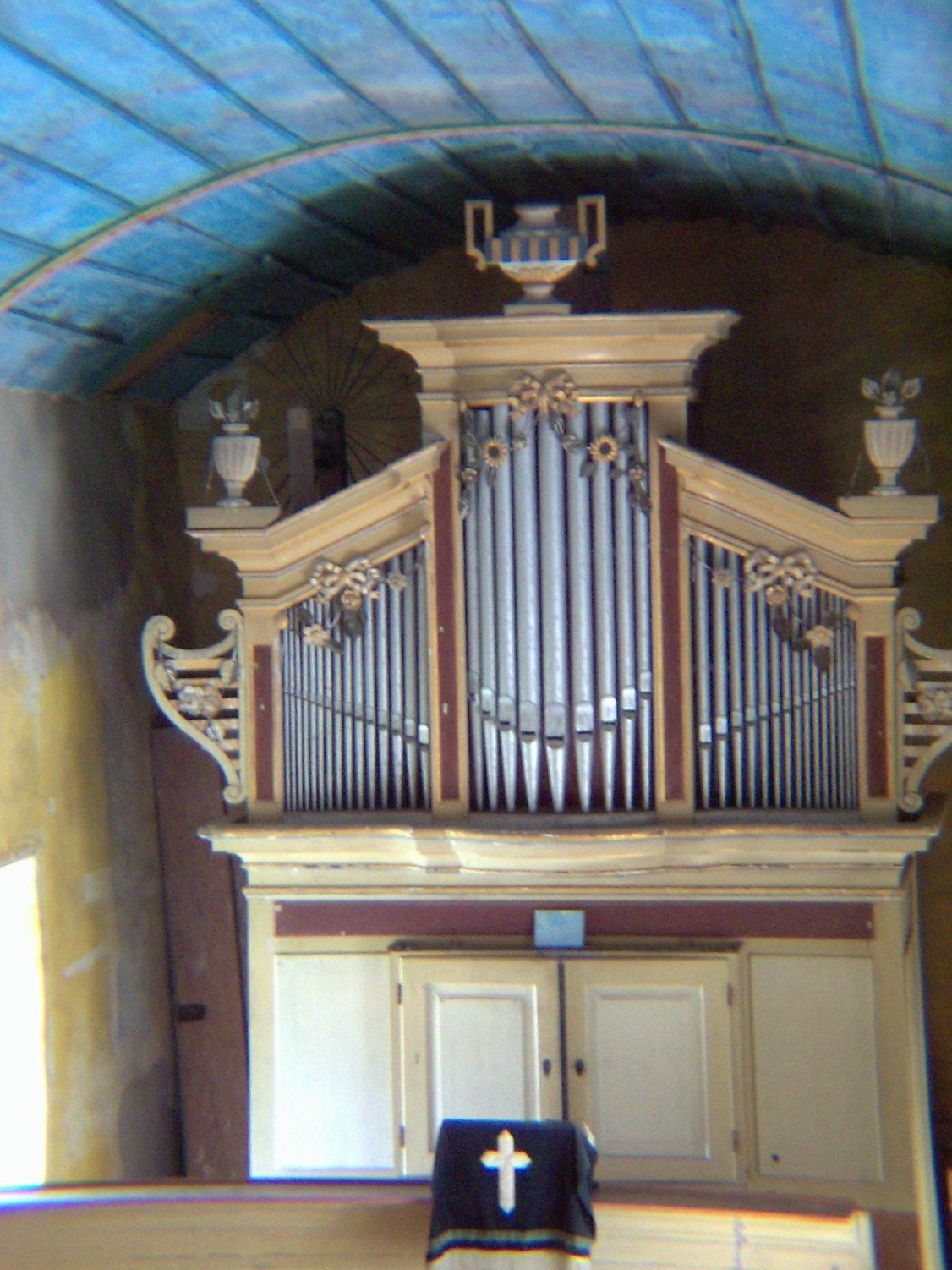
Orgelprospekt

Die evangelische Dorfkirche Altdörnfeld im Ortsteil Altdörnfeld der Stadt Blankenhain im Landkreis Weimarer Land in Thüringen liegt südlich im Dorf. Sie gehört zur Kirchengemeinde Alt- und Neudörnfeld im Kirchenkreis Weimar der Evangelischen Kirche in Mitteldeutschland.

## Geschichte und Architektur
Die Kirche ist ein Bauwerk aus dem Jahr 1746, das unter Verwendung älterer Bauteile errichtet wurde. Das Langhaus hat einen Giebel und ein Walmdach sowie Gauben. Der verschieferte achteckige Dachturm ist mit Haube und Laterne abgeschlossen.
Im Inneren ist der Raum entsprechend protestantischer Tradition mit Kanzelaltar und darüber angeordneter Altarorgel eingerichtet. Der Raum ist von zweigeschossigen Emporen umgeben und wird durch ein hölzernes Tonnengewölbe abgeschlossen. 

Die Orgel ist das Werk eines unbekannten Orgelbauers aus der Zeit um 1800 mit zehn Registern auf einem Manual und Pedal, das 1935 von Gerhard Kirchner und danach im Jahr 2001 restauriert wurde. Sie verfügt über einen Glockenakkord. 

Im Turm läuten zwei höchst verschiedene Glocken, die 1887 von Franz Schilling bei C.F. Ulrich (Apolda) als Nr. 1773 gegossene Bronzeglocke und die 1955 von Schilling & Lattermann (Apolda und Morgenröthe) gegossene Eisenhartgussglocke. 

Die kleine Kirche wird Schritt für Schritt renoviert.
Die Kirche wird als Radfahrerkirche im Verzeichnis der Radwegekirchen der EKD geführt.